# ジャイメ・レルネル

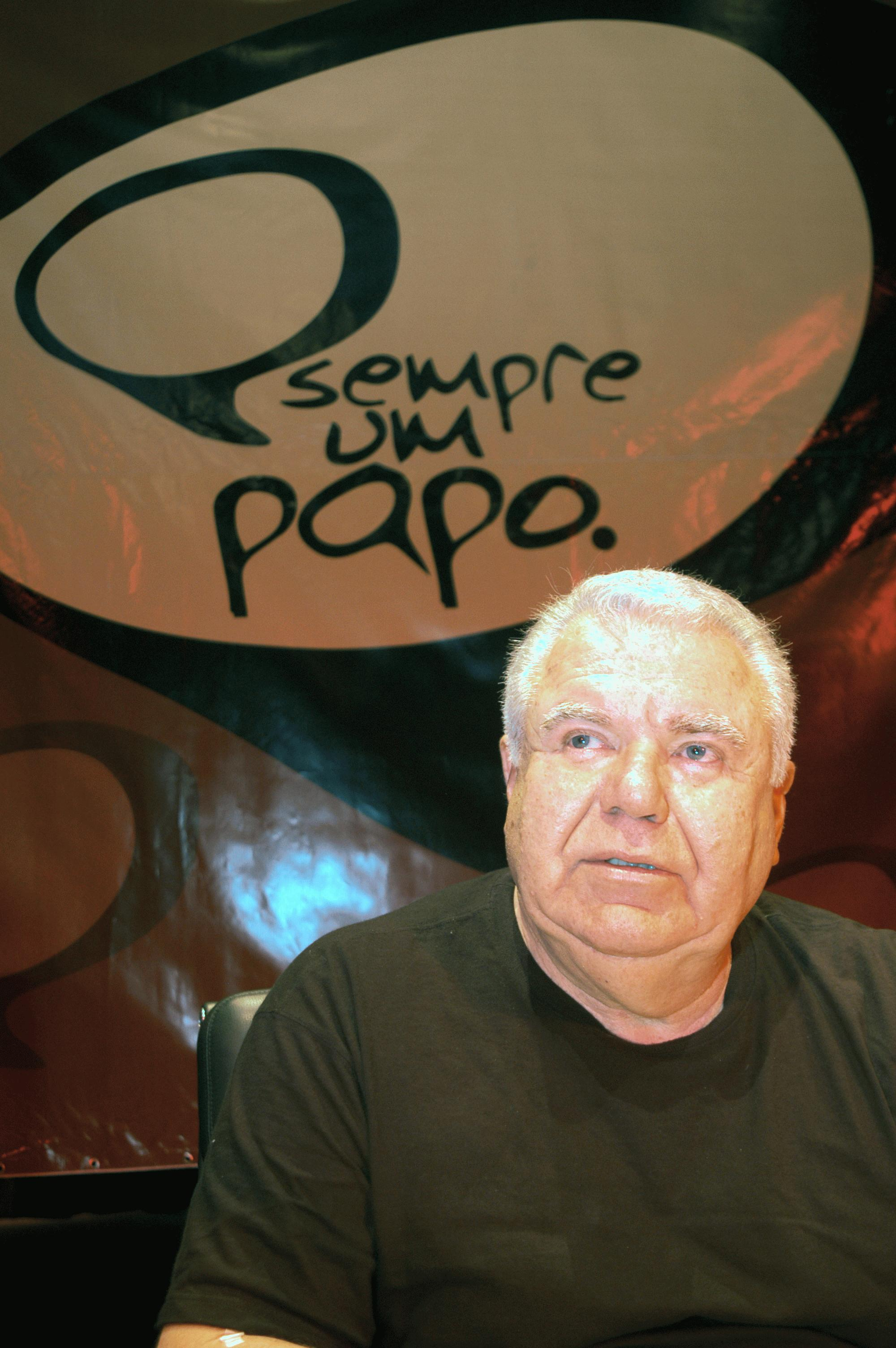
ジャイメ・レルネル（2004年）

ジャイメ・レルネル（Jaime Lerner, 1937年12月17日 - 2021年5月27日）は、南米ブラジルのパラナ州の元知事である。
建築家、都市計画家として有名であり、パラナ州の州都であるクリチバの市長を3期にわたって務めた（1971年 - 75年、1979年 - 83年、1989年 - 92年）。この間の施策により、それ以前は名もない地方都市に過ぎなかった同都市を、都市計画の見本とまで称えられる先進的な都市にした辣腕で世界的によく知られる。1994年にはパラナ州知事に選出され、1998年に再選され、2002年まで、2期にわたって州知事の職を務めた。
2002年7月から2005年7月まで国際建築家連合の会長を務めてもいる。

## 略歴
1937年12月17日、クリチバにて、レルネルはポーランドから移民してきたユダヤ人家族の子として生を受ける。
1960年にパラナ連邦大学の工学部・土木工学科を、1964年に同大学の建築学部・建築都市計画学科を卒業。1965年、イプキ（IPUCC: Instituto de Pesquisa e Planejamento Urbano de Curitiba、クリチバ都市計画研究所）の設立を助け、その後のクリチバの都市計画の骨子となるクリチバ・都市計画マスタープランの策定に参加した。70年にイプキ所長に就任。
1971年、33歳の若さでクリチバ市長に抜擢され、「人が中心の街づくり」を掲げ、市街中心部の大通りから自動車を締め出して歩行者専用道路としたほか、市内の緑地化政策など、マスタープランに基づき数々の施策を実現させる。当時は2期連続の市長就任が許されていなかったため、75年をもって市長の座を一時退く。彼が環境政策を進めるにあたり、抜擢した日本人として中村ひとし（1979年にブラジル国籍に帰化）が挙げられる。
1979年、市長に再任される。1期目の施策をさらに推進、市内全域のバス・ネットワークなど都市交通の整備構築をはかったほか、低所得者向けの社会住宅を建設するなどした。
1985年、ブラジルの軍事政権が倒れ、初の市民による選挙による市長選挙が行われる。これに立候補するも、落選する。

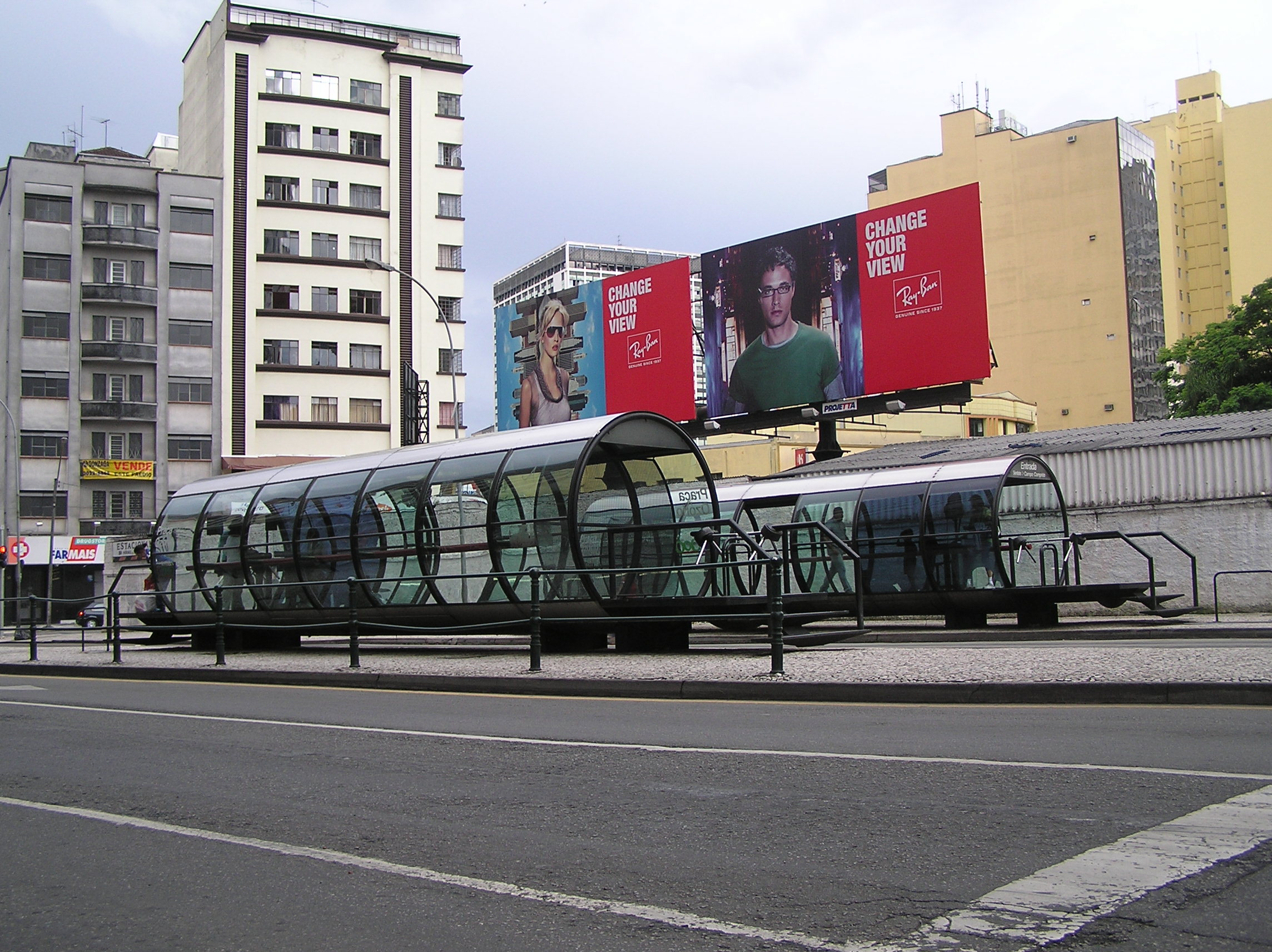
クリチバの円筒形バス停。バス輸送システムにおいて重要な役割を果たす

1988年、レルネルは市長選挙の投票日のわずか12日前に立候補を表明。当選を果たす。3期目となるこの期の施策としては、「環境都市」を目標に掲げ、主にゴミ問題に焦点を向けた。具体的な政策としては、スラムや低所得者層の住民に対してのごみ買いプログラムが知られる。ほか、都市計画家としての観点から市内各地に観光名所を巧みに設け、これらはその後の同市の観光資源となっている。2期目を退いてからの数年間で若干の停滞を余儀なくされた以前の種々の政策についても、再び手を加え、この時期に後に有名となるクリチバ市の円筒形のバス停留所や3連結バスを導入している。1992年、市長の座を退くが、これらの政策の推進は後の市長らも引き継いでいる。
市長としてのレルネルの功績は、とかくバスによる大量輸送システムを構築したことに目が奪われがちだが、それはあくまで市長として多くの社会的、環境的な都市の問題を改善し続けた結果生みだした成果のひとつに過ぎず、都市の改革は幾つもの細かな政策を有機的に積み上げていくという形を取った結果、文字通り全域にわたる物となっており、クリチバ市の、物理的、経済的、文化的な意味における都市の様相とブラジル国内における位置づけとはレルネルが市長に就任した1971年以前と比較してまさに一変している。
1994年、パラナ州の知事となったレルネルはパラナ州をブラジルひいては南米の工業的なハブにすべく、他所からの投資誘致を積極的にはかり、任期中の1995年から2001年までの間に同州に200億ドル以上の投資を呼び込んでいる。また、クリチバ市長時代の経験を踏まえ、レルネルは、州の、輸送、健康衛生、娯楽、および工業化といった問題に焦点を合わせ精力的に取り組んだ。
知事の任期を終え、その後は都市計画コンサルタントとして活躍した。2021年5月27日に83歳で死去。

## 主な受賞
- 1990年8月: 日本で開催された国際花と緑の博覧会（花の万博）にて、市中心部から自動車を締め出した「花通り」の事業と市の環境計画について表彰を受ける
- 1990年9月: 国連環境計画（UNEP） 国連環境賞 - ごみ買いプログラムに対して
- 1990年12月: 国際省エネルギー協会（IIEC）年度賞 - 都市交通政策が省エネに寄与したとして
- 1991年: 国連ハビタット（国際連合人間居住計画）名誉賞
- 1991年: 国際自然保護連合（IUCN） Tree of Learning賞
- 1991年: ワールドウォッチ研究所 - 公共交通システムが受賞
- 1992年: リオ・デ・ジャネイロで開催された世界環境会議（Eco'92）で市の環境保全プログラムが表彰を受ける
- 1996年: ユニセフ 子供平和賞 - ストレートチルドレンに対する「通りから学校へ」政策、「生活保護」政策、「教員のための大学」政策など市長時代の政策に対して
- 1997年: 米・ヴァージニア大学 トマス・ジェファーソン・メダル
- 2000年: 2000年度クラウス皇太子賞 -オランダ 。「都市の英雄」に選ばれる
- 2001年: International Council for Caring Communities（ICCC） 2001年度パイオニア賞
- 2001年: 英・サイエンス・ミュージアム 2001年度世界技術賞・交通部門
- 2002年: 国際建築家連合（UIA） サー・ロバート・マシュー賞 - 居住環境の質的改善をもたらしたことに対して
- 2003年: アメリカ建築家協会（AIA） プレジデンシャルメダル
- 2004年: ボルボ 2004年度環境賞 - スウェーデン

## 著書
- Acupuntura Urbana (Editora Record、2003年) ISBN 85-01-06851-9
  - (邦訳) - 都市の鍼治療　元クリティーバ市長の都市再生術 (訳：中村ひとし・服部圭郎、丸善、2005年) ISBN 4-621-07614-0
- O vizinho: parente por parte de rua (画：Claudius、Editora Record、2005年) ISBN 85-01-06877-2

## 参考資料
- 服部桂郎『人間都市クリチバ』